# Agrostis quinqueseta
Agrostis quinqueseta là một loài thực vật có hoa trong họ Hòa thảo. Loài này được (Steud.) Hochst. mô tả khoa học đầu tiên năm 1855.